# تاج‌گذاری (فیلم ۱۹۸۴)
تاج‌گذاری (به هندی: Raaj Tilak) فیلمی محصول سال ۱۹۸۴ و به کارگردانی راجکومار کوهلی است. در این فیلم بازیگرانی همچون راج کومار، کمال حسن، سونیل دات، درمندرا، هما مالینی، رینا روی، یوگتا بالی، ساریکا، پران، آجیت خان، راضا مراد، رانجیت، اوم پراکاش ایفای نقش کرده‌اند.